# Tenjin Shinyō-ryū
Die Tenjin Shinyō-ryū (jap. 天神真楊流) ist ein traditionelles Jiu-Jitsu-System (Koryū-jūjutsu), welches auch heute noch von kleinen Gruppen in verschiedenen Ländern praktiziert wird, u. a. auch in Deutschland.
Es wurde von Iso Matauemon um 1810 auf Grundlage der Akiyama Yōshin-ryū und Shin-no-Shindō-ryū entwickelt. Die weltweit wohl bekanntesten Vertreter der Schule waren vermutlich Kanō Jigorō, welcher durch die Kenntnisse, die er dort und in anderen Jiu-Jitsu-Schulen (bspw. Kitō-ryū) erwarb, gegen Ende des 19. Jahrhunderts das heute bekanntere Kōdōkan-Jūdō entwickelte, und Ueshiba Morihei, der Begründer des Aikidō.